# Ochagavia
Die Ochagavia  bilden eine Pflanzengattung aus der Unterfamilie Bromelioideae in der Familie der Bromeliengewächse (Bromeliaceae). Die nur etwa vier Arten kommen nur in Zentralchile und auf der Robinson Crusoe Insel vor.

## Beschreibung

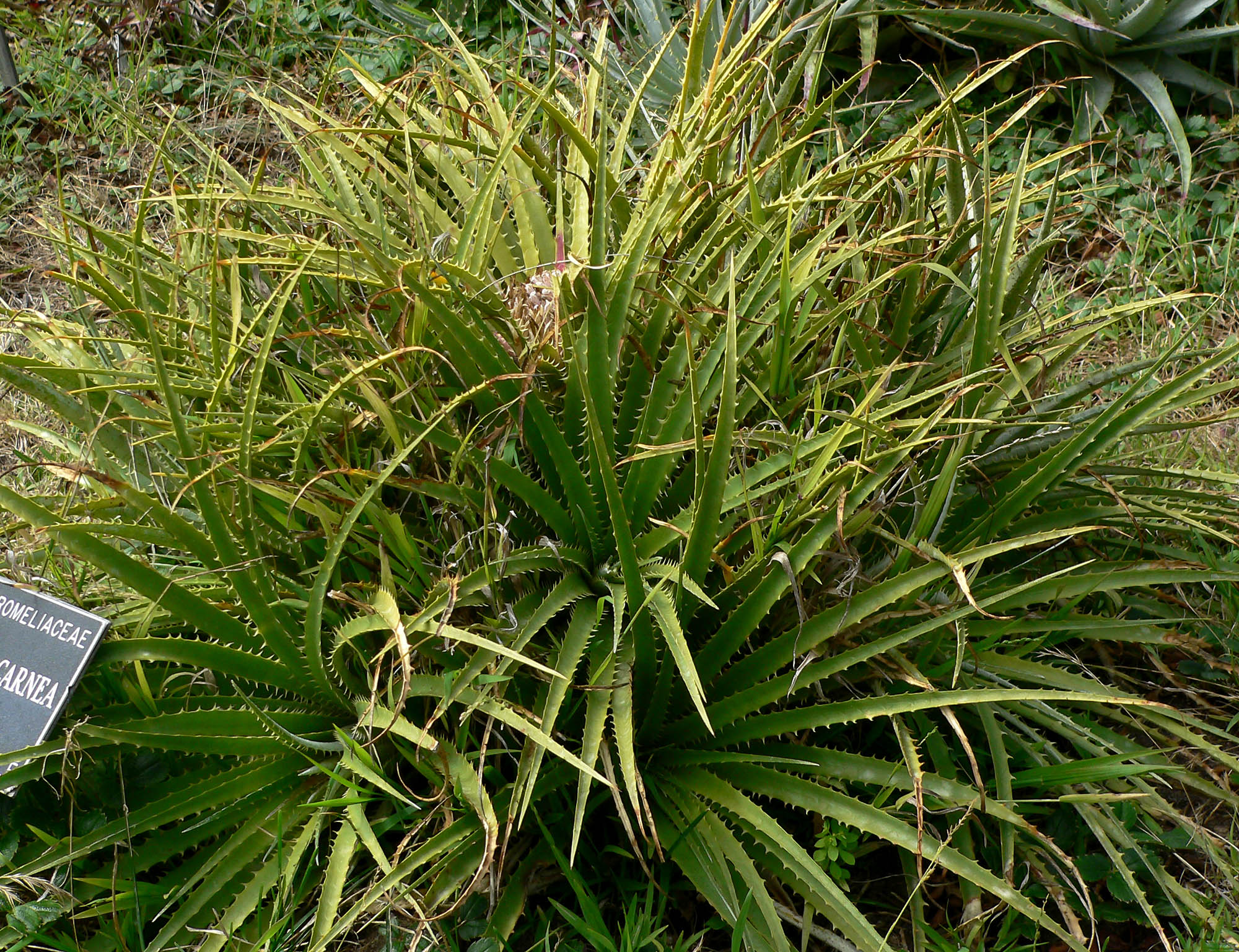
Habitus von Ochagavia carnea

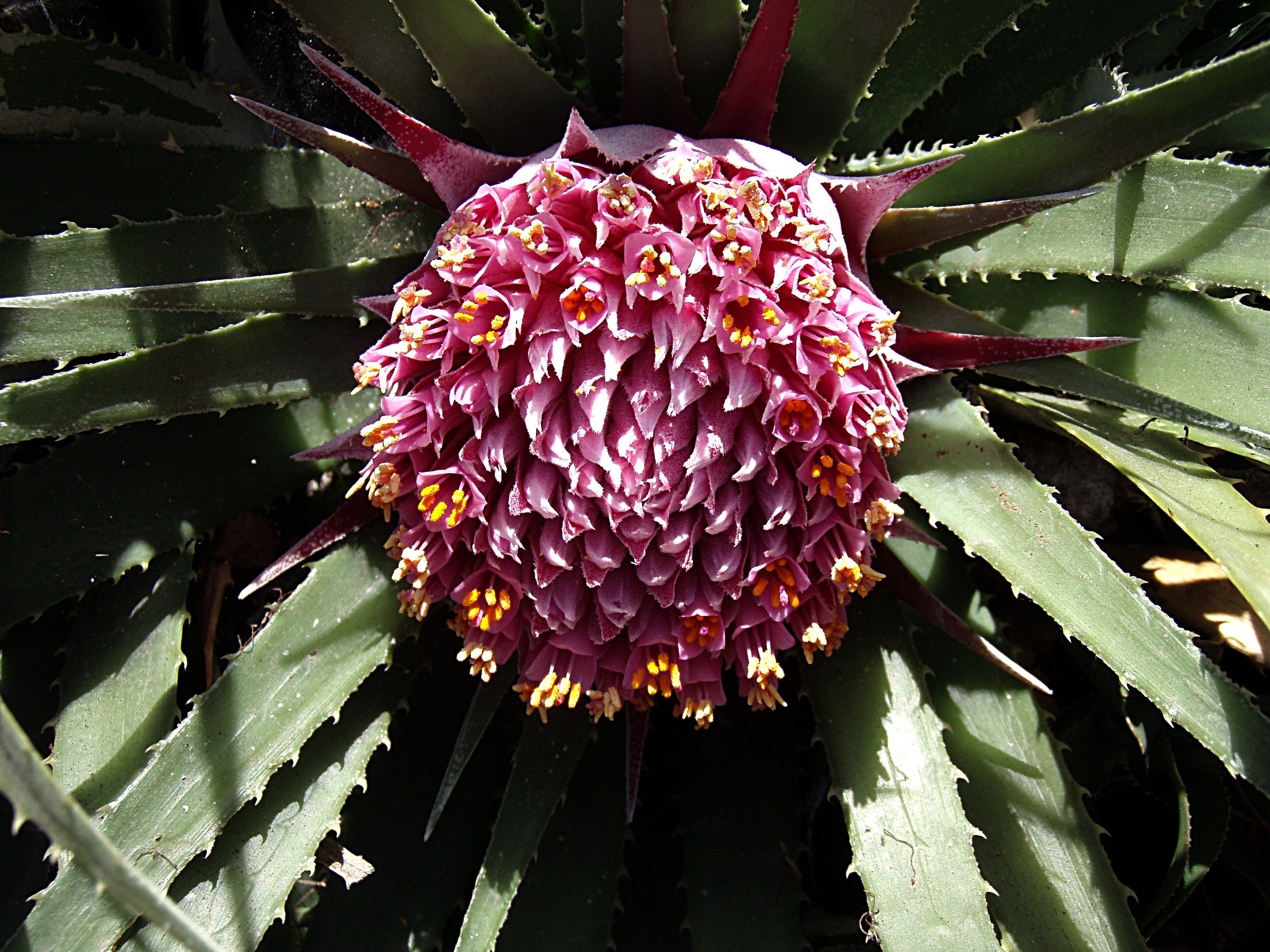
Blütenstand (von oben) von Ochagavia carnea

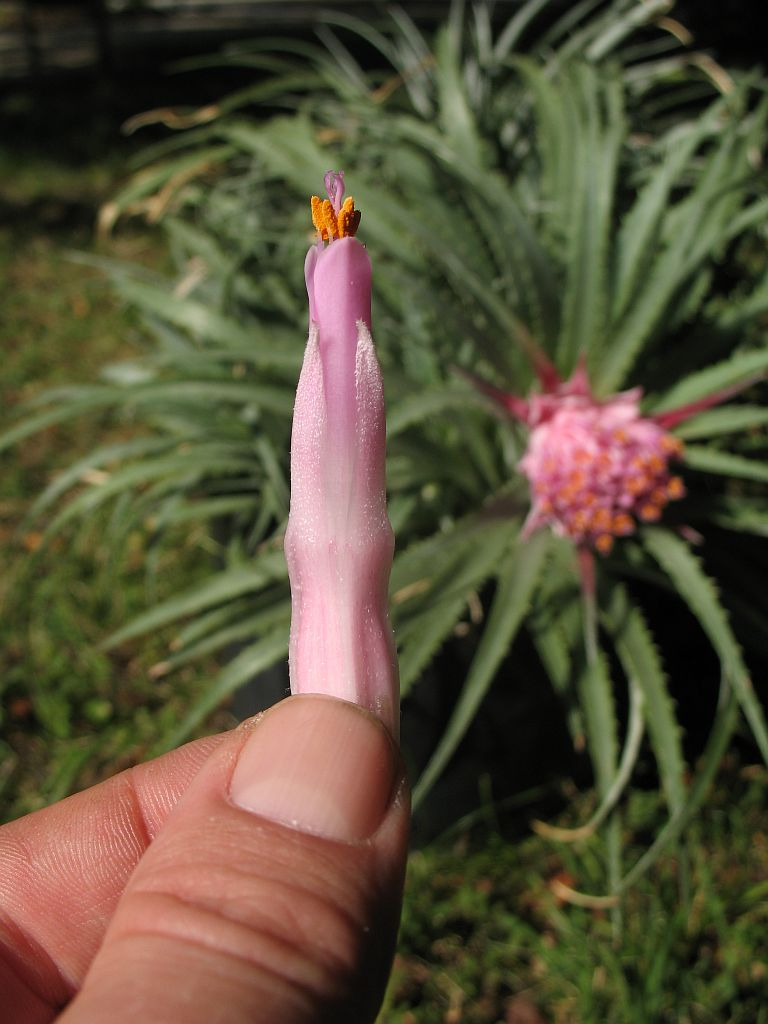
Blüte von Ochagavia carnea im Detail; gut zu erkennen sind die rosafarbenen beschuppten Kelch- und glänzenden Kronblätter, die aus der Krone herausragenden gelben Staubbeutel und der diese überragende Griffel

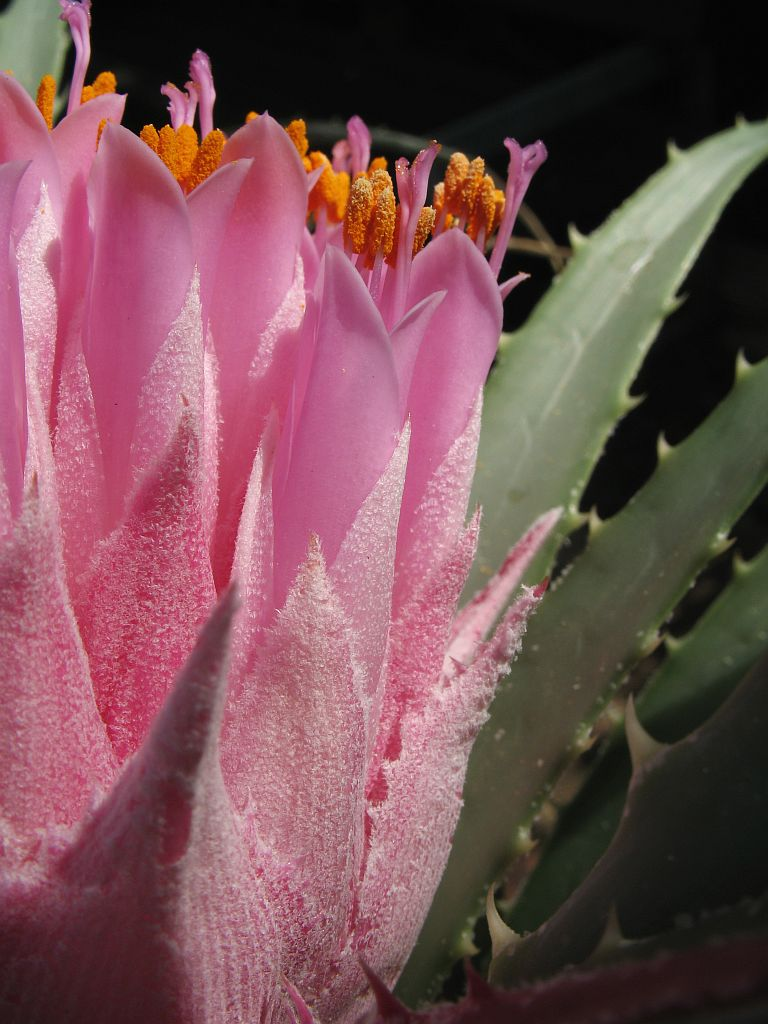
Ausschnitt eines Blütenstand mit rosafarbenen, bewehrten Hochblättern und Blüten von Ochagavia carnea im Detail; gut zu erkennen sind die rosafarbenen beschuppten Kelch- und glänzenden Kronblätter, die aus der Krone herausragenden gelben Staubbeutel und der diese überragende Griffel

### Vegetative Merkmale
Ochagavia-Arten sind stammlose oder einen kurzen Stamm bildende, ausdauernde, krautige Pflanzen. Diese Xerophyten wachsen terrestrisch. Mit ihren unterirdischen Ausläufern bilden sie fast undurchdringliche Bestände.
Die zahlreichen, je nach Art sehr unterschiedlich langen Laubblätter sind dünn, länglich, derb und am Rand stark bewehrt (stachelig gesägt).

### Generative Merkmale
An den endständigen, einfachen, ährigen, kopf- oder walzenförmigen Blütenständen mit kurzem Blütenstandsschaft sitzen, manchmal auffällig gefärbte, Hochblätter (Brakteen). Ein Blütenstand enthält selten nur sieben, meist zehn bis fünfzig Blüten.
Die zwittrige Blüte ist radiärsymmetrisch und dreizählig mit doppelter Blütenhülle (Perianth). Die drei freien, weißen bis rosafarbenen Kelchblätter überlappen sich nur an ihrer Basis. Die drei freien Kronblätter sind rosafarben. Es sind zwei Kreise mit je drei Staubblättern vorhanden. Die Staubfäden sind meist frei; nur bei Ochagavia elegans sind sie mit Basis der Kelchblätter kurz verwachsen. Die Staubbeutel weisen eine Größe von 0,3 bis 0,6 Zentimeter × 0,1 bis 0,2 Zentimeter auf. Die monokolpaten Pollen weisen eine Größe von 46 bis 59,1 μm × 27 bis 31,4 μm auf. Drei Fruchtblätter sind zu einem unterständigen Fruchtknoten verwachsen. Der Griffel endet in einer dreilappigen Narbe. Griffel und Staubblätter überragen die Kronblätter.
Die Blütenformel lautet:
{\displaystyle \star \;K_{3}\;C_{3}\;A_{3+3}\;G_{\overline {(3)}}}
Auf den (selten 1,5 bis) 2 bis 4,5 × 0,4 bis 1,7 Zentimeter großen Beeren sind die Kelchblätter erkennbar und sie enthalten viele Samen. Die dunkelbraunen bis schwarzen Samen weisen eine Größe von 0,12 bis 0,35 × 0,1 bis 0,13 Zentimetern auf.

## Systematik und Verbreitung

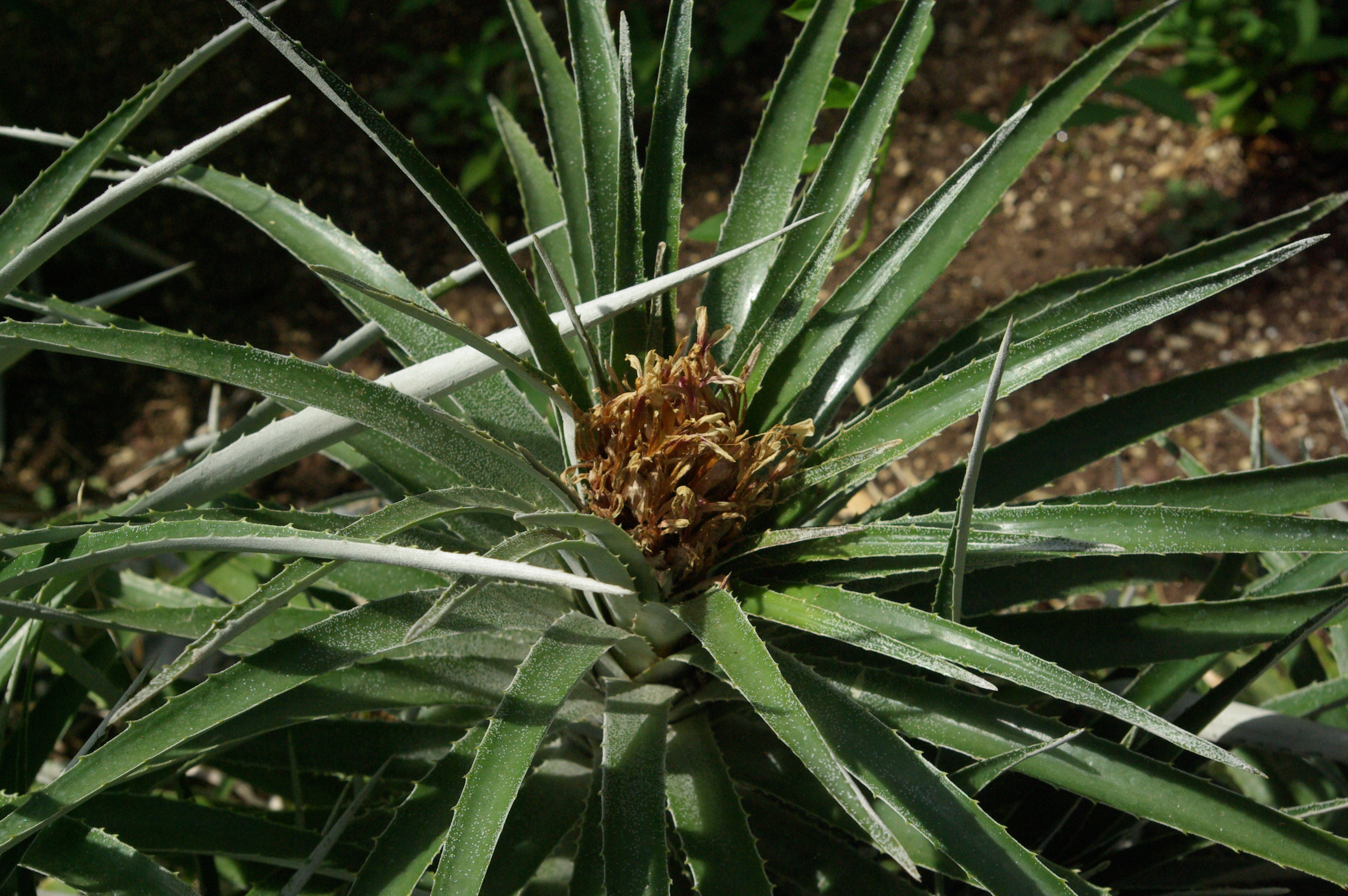
Habitus und bewehrte Laubblätter von Ochagavia elegans

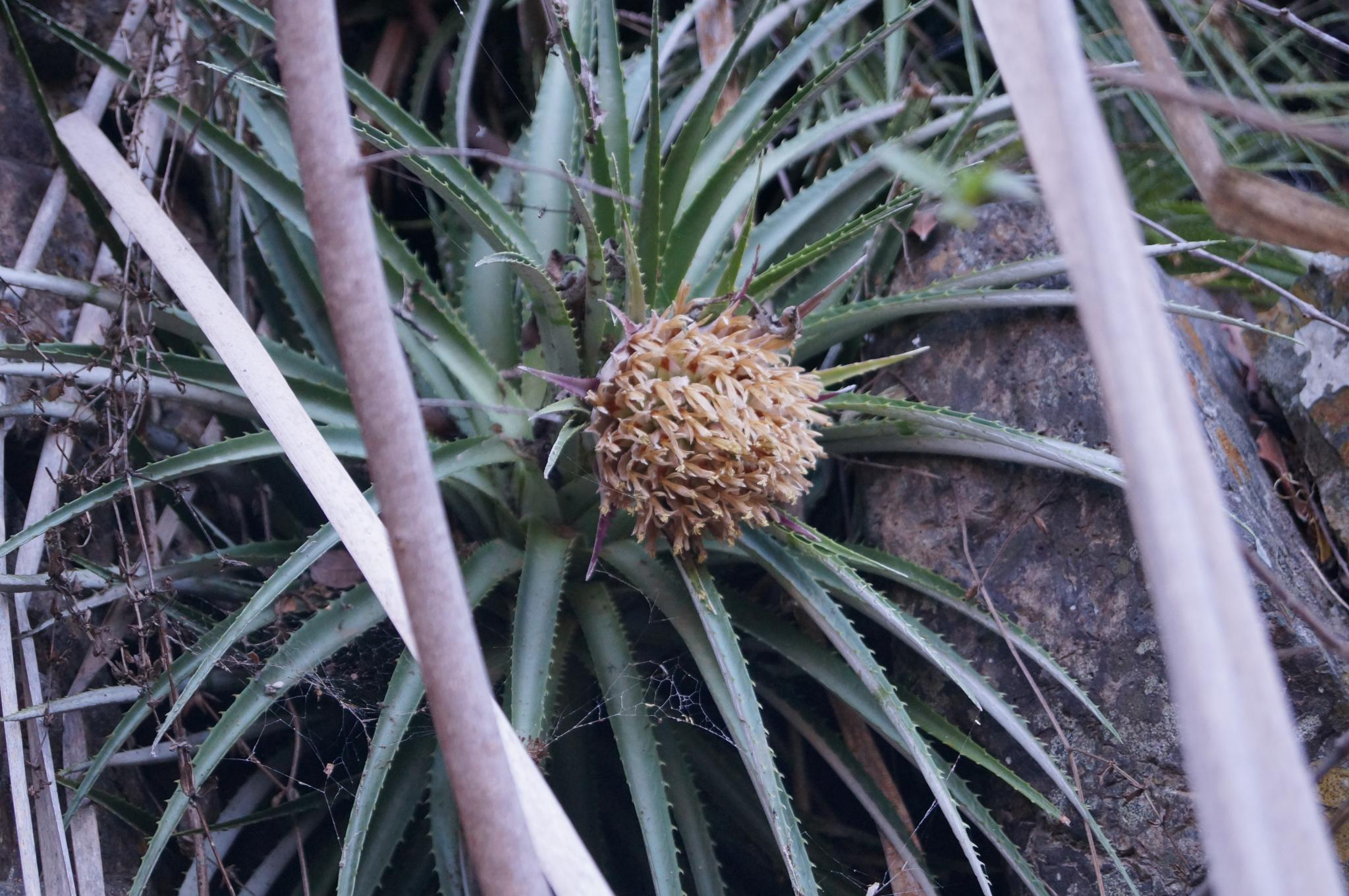
Habitus von Ochagavia litoralis

Die Gattung Ochagavia wurde von Federico Philippi 1856 aufgestellt, als monotypisch mit der einzigen Art Ochagavia elegans Phil. Wenig später stellte Philippi (1858) die Gattung Rhodostachys, auf mit den beiden Arten Rhodostachys andina Phil.und Rhodostachys litoralis Phil. 1896 vereinigte Mez die beiden Gattungen unter dem jüngeren Namen Rhodostachys. Rhodostachys ist ein Synonym von Ochagavia. Ein weiteres Synonym ist Ruckia Regel. Zizka, Trumpler & Zoellner stellten 1998 zwei Arten, die zuvor zur Gattung Fascicularia gehörten (wieder) zur Gattung Ochagavia. Der Gattungsname Ochagavia ehrt den chilenischen Justiz- und Bildungsminister Silvestre Ochagavía Errázuriz (1820–1883).
Oft kommt es zu Verwechslungen mit den Arten der nahe verwandten Gattungen Greigia und Fascicularia (Bei der heute monotypischen Gattung Fascicularia sind die Kronblätter blau bis violett; Griffel und Staubblätter überragen die Kronblätter nicht.).
Die Areale liegen in Chile. Es sind Endemiten Zentralchiles zwischen den Breitengraden 31°33' und 38°14' S. Ochagavia elegans ist ein Endemit auf der Robinson Crusoe Insel der Juan-Fernández-Inseln. In diesem Gebiet herrscht mehr oder weniger Mittelmeerklima. Je nach Art gedeihen sie in Höhenlagen zwischen 0 und 2500 Metern. Von zwei Arten ist bekannt, dass sie zwar keinen Schnee vertragen aber Frost bis −5 °C.
Es gibt nur vier (oder bei manchen Autoren fünf) Ochagavia-Arten:
- Ochagavia andina (Phil.) Zizka, Trumpler & Zoellner: Sie wurde 2002 in diese Gattung gestellt. Sie gedeiht in Höhenlagen von 700 bis 2500 Metern in den chilenischen Regionen O’Higgins, Maule sowie Bío-Bío.[4]
- Ochagavia carnea (Beer) L.B.Smith & Looser (Syn.: Ochagavia chamissonis (Mez) L.B.Sm. & Looser, Ochagavia grandiflora (Phil.) Mez, Ochagavia lindleyana (Lem.) Mez):[2] Sie gedeiht in Höhenlagen von selten 60 bis, meist 200 bis 1080 Metern in den chilenischen Regionen Valparaiso, Maule, Bío-Bío sowie Araucania.[4]
- Ochagavia elegans Phil.: Sie gedeiht auf Felsen in Höhenlagen von 20 bis 600 Metern[4] in der chilenischen Region Valparaiso ein Endemit auf der Robinson Crusoe Insel der Juan-Fernández-Inseln.
- Ochagavia litoralis (Phil.) Zizka, Trumpler & Zoellner: Sie wurde 2002 in diese Gattung gestellt. Wie das Artepitheton andeutet gedeiht diese Art hauptsächlich in den chilenischen Küstengebieten in Höhenlagen von 10 bis 250 Metern[4] von Illapel, Coquimbo bis Colchagua.

## Nutzung
Aufgrund ihrer Größe findet man Ochagavia-Arten selten in privaten Sammlungen in Gebieten, in denen sie durch Auftreten zu starker Fröste nicht im Freien gepflegt werden können. Aber in manchen tropischen bis subtropischen Parks, Gärten und botanischen Gärten findet man diese relativ anspruchslosen Pflanzen.